# Бви, Тоув Хиан
Тоув Хиан Бви (18 ноября 1943, Пекалонган) — индонезийский шахматный композитор; гроссмейстер по шахматной композиции (1984). С 1958 опубликовал 220 двухходовых задач, а также ряд трёхходовок. На конкурсах удостоен около 80 первых призов.

## Задачи
|   | a | b | c | d | e | f | g | h |   |
| - | --- | --- | --- | --- | --- | --- | --- | --- | - |
| 8 | d8 белый слон · g8 белая ладья · d6 белый король · e6 белая пешка · f6 чёрный конь · g6 белый конь · h6 белая пешка · d5 белая ладья · f5 белый конь · g5 чёрный король · c4 чёрная пешка · c2 чёрная ладья · e2 белый слон · g2 чёрная пешка · h2 чёрная ладья · b1 белый ферзь | d8 белый слон · g8 белая ладья · d6 белый король · e6 белая пешка · f6 чёрный конь · g6 белый конь · h6 белая пешка · d5 белая ладья · f5 белый конь · g5 чёрный король · c4 чёрная пешка · c2 чёрная ладья · e2 белый слон · g2 чёрная пешка · h2 чёрная ладья · b1 белый ферзь | d8 белый слон · g8 белая ладья · d6 белый король · e6 белая пешка · f6 чёрный конь · g6 белый конь · h6 белая пешка · d5 белая ладья · f5 белый конь · g5 чёрный король · c4 чёрная пешка · c2 чёрная ладья · e2 белый слон · g2 чёрная пешка · h2 чёрная ладья · b1 белый ферзь | d8 белый слон · g8 белая ладья · d6 белый король · e6 белая пешка · f6 чёрный конь · g6 белый конь · h6 белая пешка · d5 белая ладья · f5 белый конь · g5 чёрный король · c4 чёрная пешка · c2 чёрная ладья · e2 белый слон · g2 чёрная пешка · h2 чёрная ладья · b1 белый ферзь | d8 белый слон · g8 белая ладья · d6 белый король · e6 белая пешка · f6 чёрный конь · g6 белый конь · h6 белая пешка · d5 белая ладья · f5 белый конь · g5 чёрный король · c4 чёрная пешка · c2 чёрная ладья · e2 белый слон · g2 чёрная пешка · h2 чёрная ладья · b1 белый ферзь | d8 белый слон · g8 белая ладья · d6 белый король · e6 белая пешка · f6 чёрный конь · g6 белый конь · h6 белая пешка · d5 белая ладья · f5 белый конь · g5 чёрный король · c4 чёрная пешка · c2 чёрная ладья · e2 белый слон · g2 чёрная пешка · h2 чёрная ладья · b1 белый ферзь | d8 белый слон · g8 белая ладья · d6 белый король · e6 белая пешка · f6 чёрный конь · g6 белый конь · h6 белая пешка · d5 белая ладья · f5 белый конь · g5 чёрный король · c4 чёрная пешка · c2 чёрная ладья · e2 белый слон · g2 чёрная пешка · h2 чёрная ладья · b1 белый ферзь | d8 белый слон · g8 белая ладья · d6 белый король · e6 белая пешка · f6 чёрный конь · g6 белый конь · h6 белая пешка · d5 белая ладья · f5 белый конь · g5 чёрный король · c4 чёрная пешка · c2 чёрная ладья · e2 белый слон · g2 чёрная пешка · h2 чёрная ладья · b1 белый ферзь | 8 |
| 7 | d8 белый слон · g8 белая ладья · d6 белый король · e6 белая пешка · f6 чёрный конь · g6 белый конь · h6 белая пешка · d5 белая ладья · f5 белый конь · g5 чёрный король · c4 чёрная пешка · c2 чёрная ладья · e2 белый слон · g2 чёрная пешка · h2 чёрная ладья · b1 белый ферзь | d8 белый слон · g8 белая ладья · d6 белый король · e6 белая пешка · f6 чёрный конь · g6 белый конь · h6 белая пешка · d5 белая ладья · f5 белый конь · g5 чёрный король · c4 чёрная пешка · c2 чёрная ладья · e2 белый слон · g2 чёрная пешка · h2 чёрная ладья · b1 белый ферзь | d8 белый слон · g8 белая ладья · d6 белый король · e6 белая пешка · f6 чёрный конь · g6 белый конь · h6 белая пешка · d5 белая ладья · f5 белый конь · g5 чёрный король · c4 чёрная пешка · c2 чёрная ладья · e2 белый слон · g2 чёрная пешка · h2 чёрная ладья · b1 белый ферзь | d8 белый слон · g8 белая ладья · d6 белый король · e6 белая пешка · f6 чёрный конь · g6 белый конь · h6 белая пешка · d5 белая ладья · f5 белый конь · g5 чёрный король · c4 чёрная пешка · c2 чёрная ладья · e2 белый слон · g2 чёрная пешка · h2 чёрная ладья · b1 белый ферзь | d8 белый слон · g8 белая ладья · d6 белый король · e6 белая пешка · f6 чёрный конь · g6 белый конь · h6 белая пешка · d5 белая ладья · f5 белый конь · g5 чёрный король · c4 чёрная пешка · c2 чёрная ладья · e2 белый слон · g2 чёрная пешка · h2 чёрная ладья · b1 белый ферзь | d8 белый слон · g8 белая ладья · d6 белый король · e6 белая пешка · f6 чёрный конь · g6 белый конь · h6 белая пешка · d5 белая ладья · f5 белый конь · g5 чёрный король · c4 чёрная пешка · c2 чёрная ладья · e2 белый слон · g2 чёрная пешка · h2 чёрная ладья · b1 белый ферзь | d8 белый слон · g8 белая ладья · d6 белый король · e6 белая пешка · f6 чёрный конь · g6 белый конь · h6 белая пешка · d5 белая ладья · f5 белый конь · g5 чёрный король · c4 чёрная пешка · c2 чёрная ладья · e2 белый слон · g2 чёрная пешка · h2 чёрная ладья · b1 белый ферзь | d8 белый слон · g8 белая ладья · d6 белый король · e6 белая пешка · f6 чёрный конь · g6 белый конь · h6 белая пешка · d5 белая ладья · f5 белый конь · g5 чёрный король · c4 чёрная пешка · c2 чёрная ладья · e2 белый слон · g2 чёрная пешка · h2 чёрная ладья · b1 белый ферзь | 7 |
| 6 | d8 белый слон · g8 белая ладья · d6 белый король · e6 белая пешка · f6 чёрный конь · g6 белый конь · h6 белая пешка · d5 белая ладья · f5 белый конь · g5 чёрный король · c4 чёрная пешка · c2 чёрная ладья · e2 белый слон · g2 чёрная пешка · h2 чёрная ладья · b1 белый ферзь | d8 белый слон · g8 белая ладья · d6 белый король · e6 белая пешка · f6 чёрный конь · g6 белый конь · h6 белая пешка · d5 белая ладья · f5 белый конь · g5 чёрный король · c4 чёрная пешка · c2 чёрная ладья · e2 белый слон · g2 чёрная пешка · h2 чёрная ладья · b1 белый ферзь | d8 белый слон · g8 белая ладья · d6 белый король · e6 белая пешка · f6 чёрный конь · g6 белый конь · h6 белая пешка · d5 белая ладья · f5 белый конь · g5 чёрный король · c4 чёрная пешка · c2 чёрная ладья · e2 белый слон · g2 чёрная пешка · h2 чёрная ладья · b1 белый ферзь | d8 белый слон · g8 белая ладья · d6 белый король · e6 белая пешка · f6 чёрный конь · g6 белый конь · h6 белая пешка · d5 белая ладья · f5 белый конь · g5 чёрный король · c4 чёрная пешка · c2 чёрная ладья · e2 белый слон · g2 чёрная пешка · h2 чёрная ладья · b1 белый ферзь | d8 белый слон · g8 белая ладья · d6 белый король · e6 белая пешка · f6 чёрный конь · g6 белый конь · h6 белая пешка · d5 белая ладья · f5 белый конь · g5 чёрный король · c4 чёрная пешка · c2 чёрная ладья · e2 белый слон · g2 чёрная пешка · h2 чёрная ладья · b1 белый ферзь | d8 белый слон · g8 белая ладья · d6 белый король · e6 белая пешка · f6 чёрный конь · g6 белый конь · h6 белая пешка · d5 белая ладья · f5 белый конь · g5 чёрный король · c4 чёрная пешка · c2 чёрная ладья · e2 белый слон · g2 чёрная пешка · h2 чёрная ладья · b1 белый ферзь | d8 белый слон · g8 белая ладья · d6 белый король · e6 белая пешка · f6 чёрный конь · g6 белый конь · h6 белая пешка · d5 белая ладья · f5 белый конь · g5 чёрный король · c4 чёрная пешка · c2 чёрная ладья · e2 белый слон · g2 чёрная пешка · h2 чёрная ладья · b1 белый ферзь | d8 белый слон · g8 белая ладья · d6 белый король · e6 белая пешка · f6 чёрный конь · g6 белый конь · h6 белая пешка · d5 белая ладья · f5 белый конь · g5 чёрный король · c4 чёрная пешка · c2 чёрная ладья · e2 белый слон · g2 чёрная пешка · h2 чёрная ладья · b1 белый ферзь | 6 |
| 5 | d8 белый слон · g8 белая ладья · d6 белый король · e6 белая пешка · f6 чёрный конь · g6 белый конь · h6 белая пешка · d5 белая ладья · f5 белый конь · g5 чёрный король · c4 чёрная пешка · c2 чёрная ладья · e2 белый слон · g2 чёрная пешка · h2 чёрная ладья · b1 белый ферзь | d8 белый слон · g8 белая ладья · d6 белый король · e6 белая пешка · f6 чёрный конь · g6 белый конь · h6 белая пешка · d5 белая ладья · f5 белый конь · g5 чёрный король · c4 чёрная пешка · c2 чёрная ладья · e2 белый слон · g2 чёрная пешка · h2 чёрная ладья · b1 белый ферзь | d8 белый слон · g8 белая ладья · d6 белый король · e6 белая пешка · f6 чёрный конь · g6 белый конь · h6 белая пешка · d5 белая ладья · f5 белый конь · g5 чёрный король · c4 чёрная пешка · c2 чёрная ладья · e2 белый слон · g2 чёрная пешка · h2 чёрная ладья · b1 белый ферзь | d8 белый слон · g8 белая ладья · d6 белый король · e6 белая пешка · f6 чёрный конь · g6 белый конь · h6 белая пешка · d5 белая ладья · f5 белый конь · g5 чёрный король · c4 чёрная пешка · c2 чёрная ладья · e2 белый слон · g2 чёрная пешка · h2 чёрная ладья · b1 белый ферзь | d8 белый слон · g8 белая ладья · d6 белый король · e6 белая пешка · f6 чёрный конь · g6 белый конь · h6 белая пешка · d5 белая ладья · f5 белый конь · g5 чёрный король · c4 чёрная пешка · c2 чёрная ладья · e2 белый слон · g2 чёрная пешка · h2 чёрная ладья · b1 белый ферзь | d8 белый слон · g8 белая ладья · d6 белый король · e6 белая пешка · f6 чёрный конь · g6 белый конь · h6 белая пешка · d5 белая ладья · f5 белый конь · g5 чёрный король · c4 чёрная пешка · c2 чёрная ладья · e2 белый слон · g2 чёрная пешка · h2 чёрная ладья · b1 белый ферзь | d8 белый слон · g8 белая ладья · d6 белый король · e6 белая пешка · f6 чёрный конь · g6 белый конь · h6 белая пешка · d5 белая ладья · f5 белый конь · g5 чёрный король · c4 чёрная пешка · c2 чёрная ладья · e2 белый слон · g2 чёрная пешка · h2 чёрная ладья · b1 белый ферзь | d8 белый слон · g8 белая ладья · d6 белый король · e6 белая пешка · f6 чёрный конь · g6 белый конь · h6 белая пешка · d5 белая ладья · f5 белый конь · g5 чёрный король · c4 чёрная пешка · c2 чёрная ладья · e2 белый слон · g2 чёрная пешка · h2 чёрная ладья · b1 белый ферзь | 5 |
| 4 | d8 белый слон · g8 белая ладья · d6 белый король · e6 белая пешка · f6 чёрный конь · g6 белый конь · h6 белая пешка · d5 белая ладья · f5 белый конь · g5 чёрный король · c4 чёрная пешка · c2 чёрная ладья · e2 белый слон · g2 чёрная пешка · h2 чёрная ладья · b1 белый ферзь | d8 белый слон · g8 белая ладья · d6 белый король · e6 белая пешка · f6 чёрный конь · g6 белый конь · h6 белая пешка · d5 белая ладья · f5 белый конь · g5 чёрный король · c4 чёрная пешка · c2 чёрная ладья · e2 белый слон · g2 чёрная пешка · h2 чёрная ладья · b1 белый ферзь | d8 белый слон · g8 белая ладья · d6 белый король · e6 белая пешка · f6 чёрный конь · g6 белый конь · h6 белая пешка · d5 белая ладья · f5 белый конь · g5 чёрный король · c4 чёрная пешка · c2 чёрная ладья · e2 белый слон · g2 чёрная пешка · h2 чёрная ладья · b1 белый ферзь | d8 белый слон · g8 белая ладья · d6 белый король · e6 белая пешка · f6 чёрный конь · g6 белый конь · h6 белая пешка · d5 белая ладья · f5 белый конь · g5 чёрный король · c4 чёрная пешка · c2 чёрная ладья · e2 белый слон · g2 чёрная пешка · h2 чёрная ладья · b1 белый ферзь | d8 белый слон · g8 белая ладья · d6 белый король · e6 белая пешка · f6 чёрный конь · g6 белый конь · h6 белая пешка · d5 белая ладья · f5 белый конь · g5 чёрный король · c4 чёрная пешка · c2 чёрная ладья · e2 белый слон · g2 чёрная пешка · h2 чёрная ладья · b1 белый ферзь | d8 белый слон · g8 белая ладья · d6 белый король · e6 белая пешка · f6 чёрный конь · g6 белый конь · h6 белая пешка · d5 белая ладья · f5 белый конь · g5 чёрный король · c4 чёрная пешка · c2 чёрная ладья · e2 белый слон · g2 чёрная пешка · h2 чёрная ладья · b1 белый ферзь | d8 белый слон · g8 белая ладья · d6 белый король · e6 белая пешка · f6 чёрный конь · g6 белый конь · h6 белая пешка · d5 белая ладья · f5 белый конь · g5 чёрный король · c4 чёрная пешка · c2 чёрная ладья · e2 белый слон · g2 чёрная пешка · h2 чёрная ладья · b1 белый ферзь | d8 белый слон · g8 белая ладья · d6 белый король · e6 белая пешка · f6 чёрный конь · g6 белый конь · h6 белая пешка · d5 белая ладья · f5 белый конь · g5 чёрный король · c4 чёрная пешка · c2 чёрная ладья · e2 белый слон · g2 чёрная пешка · h2 чёрная ладья · b1 белый ферзь | 4 |
| 3 | d8 белый слон · g8 белая ладья · d6 белый король · e6 белая пешка · f6 чёрный конь · g6 белый конь · h6 белая пешка · d5 белая ладья · f5 белый конь · g5 чёрный король · c4 чёрная пешка · c2 чёрная ладья · e2 белый слон · g2 чёрная пешка · h2 чёрная ладья · b1 белый ферзь | d8 белый слон · g8 белая ладья · d6 белый король · e6 белая пешка · f6 чёрный конь · g6 белый конь · h6 белая пешка · d5 белая ладья · f5 белый конь · g5 чёрный король · c4 чёрная пешка · c2 чёрная ладья · e2 белый слон · g2 чёрная пешка · h2 чёрная ладья · b1 белый ферзь | d8 белый слон · g8 белая ладья · d6 белый король · e6 белая пешка · f6 чёрный конь · g6 белый конь · h6 белая пешка · d5 белая ладья · f5 белый конь · g5 чёрный король · c4 чёрная пешка · c2 чёрная ладья · e2 белый слон · g2 чёрная пешка · h2 чёрная ладья · b1 белый ферзь | d8 белый слон · g8 белая ладья · d6 белый король · e6 белая пешка · f6 чёрный конь · g6 белый конь · h6 белая пешка · d5 белая ладья · f5 белый конь · g5 чёрный король · c4 чёрная пешка · c2 чёрная ладья · e2 белый слон · g2 чёрная пешка · h2 чёрная ладья · b1 белый ферзь | d8 белый слон · g8 белая ладья · d6 белый король · e6 белая пешка · f6 чёрный конь · g6 белый конь · h6 белая пешка · d5 белая ладья · f5 белый конь · g5 чёрный король · c4 чёрная пешка · c2 чёрная ладья · e2 белый слон · g2 чёрная пешка · h2 чёрная ладья · b1 белый ферзь | d8 белый слон · g8 белая ладья · d6 белый король · e6 белая пешка · f6 чёрный конь · g6 белый конь · h6 белая пешка · d5 белая ладья · f5 белый конь · g5 чёрный король · c4 чёрная пешка · c2 чёрная ладья · e2 белый слон · g2 чёрная пешка · h2 чёрная ладья · b1 белый ферзь | d8 белый слон · g8 белая ладья · d6 белый король · e6 белая пешка · f6 чёрный конь · g6 белый конь · h6 белая пешка · d5 белая ладья · f5 белый конь · g5 чёрный король · c4 чёрная пешка · c2 чёрная ладья · e2 белый слон · g2 чёрная пешка · h2 чёрная ладья · b1 белый ферзь | d8 белый слон · g8 белая ладья · d6 белый король · e6 белая пешка · f6 чёрный конь · g6 белый конь · h6 белая пешка · d5 белая ладья · f5 белый конь · g5 чёрный король · c4 чёрная пешка · c2 чёрная ладья · e2 белый слон · g2 чёрная пешка · h2 чёрная ладья · b1 белый ферзь | 3 |
| 2 | d8 белый слон · g8 белая ладья · d6 белый король · e6 белая пешка · f6 чёрный конь · g6 белый конь · h6 белая пешка · d5 белая ладья · f5 белый конь · g5 чёрный король · c4 чёрная пешка · c2 чёрная ладья · e2 белый слон · g2 чёрная пешка · h2 чёрная ладья · b1 белый ферзь | d8 белый слон · g8 белая ладья · d6 белый король · e6 белая пешка · f6 чёрный конь · g6 белый конь · h6 белая пешка · d5 белая ладья · f5 белый конь · g5 чёрный король · c4 чёрная пешка · c2 чёрная ладья · e2 белый слон · g2 чёрная пешка · h2 чёрная ладья · b1 белый ферзь | d8 белый слон · g8 белая ладья · d6 белый король · e6 белая пешка · f6 чёрный конь · g6 белый конь · h6 белая пешка · d5 белая ладья · f5 белый конь · g5 чёрный король · c4 чёрная пешка · c2 чёрная ладья · e2 белый слон · g2 чёрная пешка · h2 чёрная ладья · b1 белый ферзь | d8 белый слон · g8 белая ладья · d6 белый король · e6 белая пешка · f6 чёрный конь · g6 белый конь · h6 белая пешка · d5 белая ладья · f5 белый конь · g5 чёрный король · c4 чёрная пешка · c2 чёрная ладья · e2 белый слон · g2 чёрная пешка · h2 чёрная ладья · b1 белый ферзь | d8 белый слон · g8 белая ладья · d6 белый король · e6 белая пешка · f6 чёрный конь · g6 белый конь · h6 белая пешка · d5 белая ладья · f5 белый конь · g5 чёрный король · c4 чёрная пешка · c2 чёрная ладья · e2 белый слон · g2 чёрная пешка · h2 чёрная ладья · b1 белый ферзь | d8 белый слон · g8 белая ладья · d6 белый король · e6 белая пешка · f6 чёрный конь · g6 белый конь · h6 белая пешка · d5 белая ладья · f5 белый конь · g5 чёрный король · c4 чёрная пешка · c2 чёрная ладья · e2 белый слон · g2 чёрная пешка · h2 чёрная ладья · b1 белый ферзь | d8 белый слон · g8 белая ладья · d6 белый король · e6 белая пешка · f6 чёрный конь · g6 белый конь · h6 белая пешка · d5 белая ладья · f5 белый конь · g5 чёрный король · c4 чёрная пешка · c2 чёрная ладья · e2 белый слон · g2 чёрная пешка · h2 чёрная ладья · b1 белый ферзь | d8 белый слон · g8 белая ладья · d6 белый король · e6 белая пешка · f6 чёрный конь · g6 белый конь · h6 белая пешка · d5 белая ладья · f5 белый конь · g5 чёрный король · c4 чёрная пешка · c2 чёрная ладья · e2 белый слон · g2 чёрная пешка · h2 чёрная ладья · b1 белый ферзь | 2 |
| 1 | d8 белый слон · g8 белая ладья · d6 белый король · e6 белая пешка · f6 чёрный конь · g6 белый конь · h6 белая пешка · d5 белая ладья · f5 белый конь · g5 чёрный король · c4 чёрная пешка · c2 чёрная ладья · e2 белый слон · g2 чёрная пешка · h2 чёрная ладья · b1 белый ферзь | d8 белый слон · g8 белая ладья · d6 белый король · e6 белая пешка · f6 чёрный конь · g6 белый конь · h6 белая пешка · d5 белая ладья · f5 белый конь · g5 чёрный король · c4 чёрная пешка · c2 чёрная ладья · e2 белый слон · g2 чёрная пешка · h2 чёрная ладья · b1 белый ферзь | d8 белый слон · g8 белая ладья · d6 белый король · e6 белая пешка · f6 чёрный конь · g6 белый конь · h6 белая пешка · d5 белая ладья · f5 белый конь · g5 чёрный король · c4 чёрная пешка · c2 чёрная ладья · e2 белый слон · g2 чёрная пешка · h2 чёрная ладья · b1 белый ферзь | d8 белый слон · g8 белая ладья · d6 белый король · e6 белая пешка · f6 чёрный конь · g6 белый конь · h6 белая пешка · d5 белая ладья · f5 белый конь · g5 чёрный король · c4 чёрная пешка · c2 чёрная ладья · e2 белый слон · g2 чёрная пешка · h2 чёрная ладья · b1 белый ферзь | d8 белый слон · g8 белая ладья · d6 белый король · e6 белая пешка · f6 чёрный конь · g6 белый конь · h6 белая пешка · d5 белая ладья · f5 белый конь · g5 чёрный король · c4 чёрная пешка · c2 чёрная ладья · e2 белый слон · g2 чёрная пешка · h2 чёрная ладья · b1 белый ферзь | d8 белый слон · g8 белая ладья · d6 белый король · e6 белая пешка · f6 чёрный конь · g6 белый конь · h6 белая пешка · d5 белая ладья · f5 белый конь · g5 чёрный король · c4 чёрная пешка · c2 чёрная ладья · e2 белый слон · g2 чёрная пешка · h2 чёрная ладья · b1 белый ферзь | d8 белый слон · g8 белая ладья · d6 белый король · e6 белая пешка · f6 чёрный конь · g6 белый конь · h6 белая пешка · d5 белая ладья · f5 белый конь · g5 чёрный король · c4 чёрная пешка · c2 чёрная ладья · e2 белый слон · g2 чёрная пешка · h2 чёрная ладья · b1 белый ферзь | d8 белый слон · g8 белая ладья · d6 белый король · e6 белая пешка · f6 чёрный конь · g6 белый конь · h6 белая пешка · d5 белая ладья · f5 белый конь · g5 чёрный король · c4 чёрная пешка · c2 чёрная ладья · e2 белый слон · g2 чёрная пешка · h2 чёрная ладья · b1 белый ферзь | 1 |
|   | a | b | c | d | e | f | g | h |   |

1.Лd4?~ 2.Kgh4X, 

1. … Kp: f5 2.Ке7X, 

1. … Л:е2 2.Kf4X, но 1. … Л:h6! 

Решает 

1.Лh8! ~ 2.Kfh4X, 

1. … Kp: g6 2.Ке7X, 

1. … Лd2 2.Kd4X, 

1. … Л:е2 2.Ке3X

## Биография
Предки Тоу Хиан Бви эмигрировали из Китая в Индонезию примерно 2 века назад. В возрасте пяти лет со своей семьей Тау переехал в Джакарту из Пекалонгана. С 1965 по 1979 год жил в Штутгарте, где учился в Техническом университете. В Германии побывал на многих собраниях композиторов в Европе. Вернувшись в Индонезию, стал работать в сфере деревообработки.